# Squadra libanese di Coppa Davis
La squadra libanese di Coppa Davis rappresenta il Libano nella Coppa Davis, ed è posta sotto l'egida della Fédération Libanaise de Tennis.
La squadra debuttò nella competizione nel 1957 e non ha mai fatto parte del Gruppo Mondiale. Attualmente è inclusa nel Gruppo I della zona Asia/Oceania.

## Organico 2019
Vengono di seguito illustrati i convocati per ogni singolo turno della Coppa Davis 2019. A sinistra dei nomi la nazione affrontata e il risultato finale. Fra parentesi accanto ai nomi, il ranking del giocatore nel momento della disputa degli incontri (la "d" indica che il ranking corrisponde alla specialità del doppio).
| Gruppo I - Playoff | Gruppo I - Playoff                                                                                  |
| Uzbekistan (2-3)   | Benjamin Hassan (303) Hady Habib (671) Giovani Samaha (823) Roey Tabet (f.r.*) Michel Saade (f.r.*) |
| ------------------ | --------------------------------------------------------------------------------------------------- |

* f.r. = Fuori Ranking

## Risultati
= Incontro del Gruppo Mondiale

### 2010-2019
| Anno | Turno                           | Data            | Sede              | Avversario            | Punteggio | Esito     |
| ---- | ------------------------------- | --------------- | ----------------- | --------------------- | --------- | --------- |
| 2010 | Gruppo III, Round Robin         | 28 aprile       | Teheran (IRN)     | Vietnam               | 2–1       | Vittoria  |
| 2010 | Gruppo III, Round Robin         | 29 aprile       | Teheran (IRN)     | Oman                  | 2–1       | Vittoria  |
| 2010 | Gruppo III, Round Robin         | 30 aprile       | Teheran (IRN)     | Bangladesh            | 2–1       | Vittoria  |
| 2010 | Gruppo III, Playoff 1º-4º posto | 1 giugno        | Teheran (IRN)     | Iran                  | 0–2       | Sconfitta |
| 2010 | Gruppo III, Playoff 1º-4º posto | 2 giugno        | Teheran (IRN)     | Siria                 | 1–2       | Sconfitta |
| 2010 | Gruppo III, Playoff 1º-4º posto | 2 giugno        | Teheran (IRN)     | Vietnam               | ND        | ND        |
| 2011 | Gruppo III, Round Robin         | 15 giugno       | Colombo (SRI)     | Oman                  | 2–1       | Vittoria  |
| 2011 | Gruppo III, Round Robin         | 16 giugno       | Colombo (SRI)     | Emirati Arabi Uniti   | 2–1       | Vittoria  |
| 2011 | Gruppo III, Round Robin         | 17 giugno       | Colombo (SRI)     | Malaysia              | 3–0       | Vittoria  |
| 2011 | Gruppo III, Playoff 1º-4º posto | 20 luglio       | Colombo (SRI)     | Vietnam               | 3–0       | Vittoria  |
| 2011 | Gruppo III, Playoff 1º-4º posto | 21 luglio       | Colombo (SRI)     | Sri Lanka             | 0–3       | Sconfitta |
| 2011 | Gruppo III, Playoff 1º-4º posto | 21 luglio       | Colombo (SRI)     | Malaysia              | ND        | ND        |
| 2012 | Gruppo II, 1º turno             | 11-13 febbraio  | Jounieh (LBN)     | Pakistan              | 2–3       | Sconfitta |
| 2012 | Gruppo II, Playoff 1º turno     | 6-8 aprile      | Jounieh (LBN)     | Comunità del Pacifico | 4–1       | Vittoria  |
| 2013 | Gruppo II, 1º turno             | 1-3 febbraio    | Auckland (NZL)    | Nuova Zelanda         | 0–5       | Sconfitta |
| 2013 | Gruppo II, Playoff 2º turno     | 5-7 aprile      | Jounieh (LBN)     | Sri Lanka             | 2–3       | Sconfitta |
| 2014 | Gruppo III, Round Robin         | 11 giugno       | Teheran (IRN)     | Singapore             | 3–0       | Vittoria  |
| 2014 | Gruppo III, Round Robin         | 12 giugno       | Teheran (IRN)     | Iran                  | 0–3       | Sconfitta |
| 2014 | Gruppo III, Round Robin         | 13 giugno       | Teheran (IRN)     | Emirati Arabi Uniti   | 2–1       | Vittoria  |
| 2014 | Gruppo III, Playoff             | 14 giugno       | Teheran (IRN)     | Malaysia              | 2–0       | Vittoria  |
| 2015 | Gruppo II, 1º turno             | 6-8 marzo       | Kaohsiung (TPE)   | Taipei cinese         | 0–5       | Sconfitta |
| 2015 | Gruppo II, Playoff 2º turno     | 17-19 luglio    | Colombo (SRI)     | Corea del Sud         | 2–3       | Sconfitta |
| 2016 | Gruppo III, Round Robin         | 11 luglio       | Teheran (IRN)     | Cambogia              | 3–0       | Vittoria  |
| 2016 | Gruppo III, Round Robin         | 13 luglio       | Teheran (IRN)     | Singapore             | 3–0       | Vittoria  |
| 2016 | Gruppo III, Round Robin         | 14 luglio       | Teheran (IRN)     | Qatar                 | 3–0       | Vittoria  |
| 2016 | Gruppo III, Round Robin         | 15 luglio       | Teheran (IRN)     | Siria                 | 3–0       | Vittoria  |
| 2016 | Gruppo III, Playoff             | 16 luglio       | Teheran (IRN)     | Hong Kong             | 1–2       | Sconfitta |
| 2017 | Gruppo III, Round Robin         | 17 luglio       | Colombo (SRI)     | Turkmenistan          | 2–1       | Vittoria  |
| 2017 | Gruppo III, Round Robin         | 18 luglio       | Colombo (SRI)     | Emirati Arabi Uniti   | 2–1       | Vittoria  |
| 2017 | Gruppo III, Round Robin         | 19 luglio       | Colombo (SRI)     | Malaysia              | 2–1       | Vittoria  |
| 2017 | Gruppo III, Round Robin         | 20 luglio       | Colombo (SRI)     | Qatar                 | 3–0       | Vittoria  |
| 2017 | Gruppo III, Playoff             | 21 luglio       | Colombo (SRI)     | Giordania             | 2–0       | Vittoria  |
| 2018 | Gruppo II, 1º turno             | 3-4 febbraio    | Beirut (LBN)      | Taipei cinese         | 3–2       | Vittoria  |
| 2018 | Gruppo II, 2º turno             | 7-8 aprile      | Zouk Mosbeh (LBN) | Hong Kong             | 3–1       | Vittoria  |
| 2018 | Gruppo II, Playoff              | 14-16 settembre | Nonthaburi (THA)  | Thailandia            | 3–2       | Vittoria  |
| 2019 | Gruppo I, Playoff               | 13-14 settembre | Libano (LBN)      | Uzbekistan            | 2–3       | Sconfitta |

## Andamento
La seguente tabella riflette l'andamento della squadra dal 1990 ad oggi. Le colonne grigie indicano che la squadra non ha preso parte alla manifestazione in quegli anni.
| Pos.           | 90 | 91 | 92 | 93 | 94 | 95 | 96 | 97 | 98 | 99 | 00 | 01 | 02 | 03 | 04 | 05 | 06 | 07 | 08 | 09 | 10 | 11 | 12 | 13 | 14 | 15 | 16 | 17 | 18 | 19 |
| -------------- | -- | -- | -- | -- | -- | -- | -- | -- | -- | -- | -- | -- | -- | -- | -- | -- | -- | -- | -- | -- | -- | -- | -- | -- | -- | -- | -- | -- | -- | -- |
| Campione       |    |    |    |    |    |    |    |    |    |    |    |    |    |    |    |    |    |    |    |    |    |    |    |    |    |    |    |    |    |    |
| Finalista      |    |    |    |    |    |    |    |    |    |    |    |    |    |    |    |    |    |    |    |    |    |    |    |    |    |    |    |    |    |    |
| SF             |    |    |    |    |    |    |    |    |    |    |    |    |    |    |    |    |    |    |    |    |    |    |    |    |    |    |    |    |    |    |
| QF             |    |    |    |    |    |    |    |    |    |    |    |    |    |    |    |    |    |    |    |    |    |    |    |    |    |    |    |    |    |    |
| OF             |    |    |    |    |    |    |    |    |    |    |    |    |    |    |    |    |    |    |    |    |    |    |    |    |    |    |    |    |    |    |
| Qualificazioni | x  | x  | x  | x  | x  | x  | x  | x  | x  | x  | x  | x  | x  | x  | x  | x  | x  | x  | x  | x  | x  | x  | x  | x  | x  | x  | x  | x  | x  |    |
| Gruppo I       |    |    |    |    |    |    |    |    |    |    |    |    |    |    |    |    |    |    |    |    |    |    |    |    |    |    |    |    |    |    |
| Gruppo II      |    |    |    |    |    |    |    |    |    |    |    |    |    |    |    |    |    |    |    |    |    |    |    |    |    |    |    |    |    |    |
| Gruppo III     | x  | x  |    |    |    |    |    |    |    |    |    |    |    |    |    |    |    |    |    |    |    |    |    |    |    |    |    |    |    |    |
| Gruppo IV      | x  | x  | x  | x  | x  | x  | x  |    |    |    |    |    |    |    |    |    |    |    |    |    |    |    |    |    |    |    |    |    |    |    |

Legenda
- Campione: La squadra ha conquistato la Coppa Davis.
- Finalista: La squadra ha disputato e perso la finale.
- SF: La squadra è stata sconfitta in semifinale.
- QF: La squadra è stata sconfitta nei quarti di finale.
- OF: La squadra è stata sconfitta negli ottavi di finale (1º turno). Dal 2019 sostituito dal Round Robin.
- Qualificazioni: La squadra è stata sconfitta al turno di qualificazione. Istituito nel 2019.
- Gruppo I: La squadra ha partecipato al Gruppo I della propria zona di appartenenza.
- Gruppo II: La squadra ha partecipato al Gruppo II della propria zona di appartenenza.
- Gruppo III: La squadra ha partecipato al Gruppo III della propria zona di appartenenza.
- Gruppo IV: La squadra ha partecipato al Gruppo IV della propria zona di appartenenza.
- x: Ove presente, la x indica che in quel determinato anno, il Gruppo in questione non è esistito.